# Notoseris yunnanensis
Notoseris yunnanensis là một loài thực vật có hoa trong họ Cúc. Loài này được C.Shih mô tả khoa học đầu tiên năm 1987.